# Alex Harris (nadador)
Alex James Harris (Geelong, Australia, 3 de enero de 1975-Lara, Australia, 27 de octubre de 2009) fue un nadador paralímpico australiano. Representó a Australia en los Juegos Paralímpicos de Sídney 2000 y Atenas 2004.

## Biografía

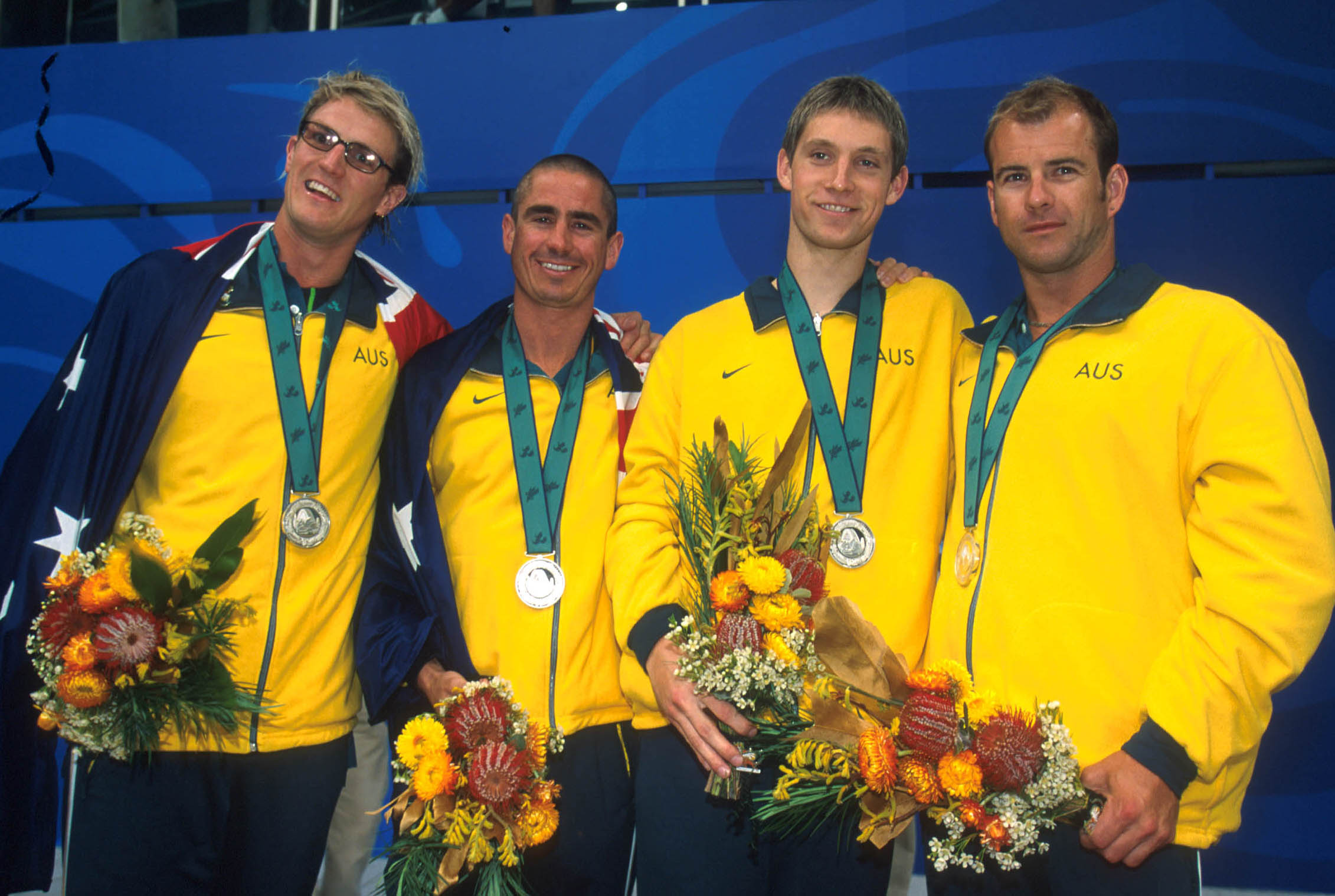
De izquierda a derecha: los nadadores australianos Alex Harris, Cameron de Burgh, Ben Austin y Scott Brockenshire con sus medallas de plata ganadas como equipo masculino de relevos 4×100 m en estilo libre de los Juegos Paralímpicos de Sídney 2000.

Harris nació en Geelong, Victoria, y asistió a Western Heights College, donde fue campeón de deportistas y capitán de escuela. En 1993, a los 18 años, se vio involucrado en una colisión en Breamlea cuando el automóvil en el que viajaba con varios amigos fue arrollado por otro vehículo. Uno de los ocupantes del automóvil murió, y Harris fue sacado por un bombero voluntario. Fue trasladado en avión al Hospital Alfred en Melbourne y no se esperaba que viviera. El accidente lo dejó con una herida cerrada en el cerebro. Mientras se sometía a fisioterapia para volver a caminar, descubrió que aún podía nadar bien.

## Carrera
Fue seleccionado para representar a Australia en natación en los Juegos Paralímpicos de Sídney 2000. Ganó la medalla de plata en los 100   m estilo libre S7 y fue miembro del equipo de relevos 4 × 100 m estilo libre 34 pts, que también ganó una medalla de plata. Ganó medallas de bronce en los 50   m estilo libre S7 y en el 4 x 100   m medley. Compitió en los Juegos de la Mancomunidad de 2002 en Mánchester, quedando sexto y décimo en los 50   m y 100   m estilo libre respectivamente. En los Juegos Paralímpicos de Atenas 2004, compitió en cuatro eventos (100 m pecho SB7, 100 m estilo libre S7, 50 m mariposa S7, 50 m estilo libre S7) pero no ganó más medallas. También participó en los Juegos de la Mancomunidad de 2006 en Melbourne.

## Fallecimiento
Harris debía someterse a una cirugía de estimulación cerebral profunda en octubre de 2009, que habría implicado la inserción de electrodos en su cerebro para calmar sus movimientos incontrolables. El 27 de octubre de 2009, días antes de la operación, se suicidó siendo atropellado por un tren en un paso a nivel en Lara, Victoria.
Fue un miembro de la comunidad de natación australiana conocido tanto por sus logros en la natación como por sus esfuerzos fuera de la piscina, inspirando y motivando a otros nadadores.